# Laphria submetallica
Laphria submetallica är en tvåvingeart som beskrevs av Macquart 1838. Laphria submetallica ingår i släktet Laphria och familjen rovflugor.
Artens utbredningsområde är Mauritius. Inga underarter finns listade i Catalogue of Life.